# Le Voyage fantastique (Dalí)
Pour les articles homonymes, voir Le Voyage fantastique.
Le Voyage fantastique est un tableau réalisé par le peintre espagnol Salvador Dalí en 1965. Cette œuvre sur papier fixée sur panneau et exécutée à la gouache, à l'aquarelle, à l'encre de Chine et au crayon est une composition dominée par un portrait surréaliste proche de l'esthétique du pop art et présentant dans le coin inférieur droit une femme nue dont Raquel Welch est également le modèle. Créée dans le cadre de la promotion du Voyage fantastique de Richard Fleischer, un film de science-fiction dans lequel joue l'actrice qui pose, elle est aujourd'hui conservée dans la collection privée de Jose Mugrabi.